# عصا الراعي والمذبة
| S38 |

| S38 |

| S45 |

| S45 |

عصا الراعي والمذبة

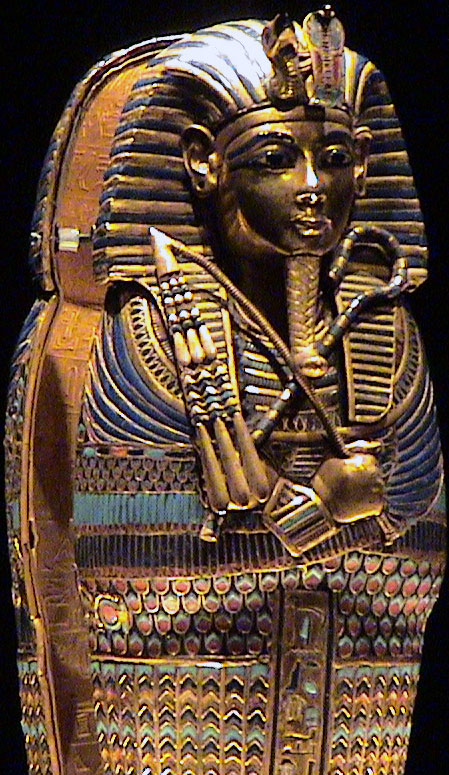
عصا الراعي والمذبة على تابوت توت عنخ آمون

عصا الراعي والمذبة كانت رموزًا مستخدمة في المجتمع المصري القديم. كانت في الأصل سمات الآلهة أوزوريس التي أصبحت شارة للسلطة المصرية القديمة. كان عصا الراعي رمزًا للملكية و المذبة لخصوبة الأرض.
أقدم مثال معروف على عصا الراعي الملكي هو من ثقافة جرزه (نقادة الثانية)، ويأتي من القبر U547 في أبيدوس. في أواخر ما قبل الأسرات، كان عصا الراعي بالفعل رمزًا راسخًا للحكم. ظلت المدبة منفصلة في البداية، حيث تم تصويرها بمفردها في بعض التمثيلات المبكرة للاحتفال الملكي. في زمن الأسرة المصرية الثانية تقريبًا، أصبح عصا الراعي والمذبة مزدوجًا. العصا والمذبة، على الرغم من اختلافهم الصولجان، يمكن تصويرهم مقترنين بنوع آخر من الصولجان، ولكن يتم تمثيلهما معًا بشكل شائع، ممسكين فوق صدر الملوك أو أوزوريس أو المعبودات الأخرى المحددة معهم. لقد كانت شارات ملكية، وبينما يمكن للآلهة الأخرى أن تقدمهم، لم يحتفظوا بها أبدًا.
الأمثلة المصرية القديمة الوحيدة الموجودة لكل من عصا الراعي والمذبة تأتي من قبر توت عنخ آمون. عصواهم مصنوعة من البرونز الثقيل المغطى بخطوط متناوبة من السبج، والذهب، بينما حبات السوار مصنوعة من الخشب المذهب.

## الأصل
كلتا الشارتين مستمدة من أيقونية أنجيتي، الذي كان الإله المحلي لمدينة الدلتا المسمى دجيدو. تم تمثيله في شكل بشري مع ريشتين على رأسه ممسكًا بالعصا والمذبة في يديه في وقت مبكر جدًا من التاريخ المصري، أنجيتي، الذي كان على علاقة وثيقة بالملك منذ أقدم العصور، انغمس في أوزوريس أبو صير بنا، الذي أصبح معبودا وطنيًا. وبطبيعة الحال، لم يُنظر إلى أوزوريس على أنه معبودا فحسب، بل كان يُنظر إليه أيضًا على أنه ملك متوفي مؤلَّه، وبالتالي فإن شارته، وخاصة شارة عصا الراعي والمذبة، كانت تُعامل كرموز للملكية.
تم الاحتفاظ بنماذج مقدسة لهم في أون. كان العصا عبارة عن قصب بمقبض خطاف، مطلي بالذهب أحيانًا ومدعوم بشرائط نحاسية زرقاء. من المحتمل أنها مشتقة من صليب الراعي. كانت قيمتها الهيروغليفية هي «القاعدة». أقدم مثال على عصا الراعي يأتي من قبر في أبيدوس مدرج تحت اسم U-547، مؤرخة في أواخر فترة نقادة الثانية. تم العثور على عصا الراعي المصنوع من الحجر الجيري مجزأ، ولكن تم العثور على عصا كامل مصنوع من العاج في مقبرة أخرى في أبيدوس، المدرج على أنه قبر U-j. هذا هو أكبر مقبرة تم العثور عليها في أبيدوس حتى الآن. أقدم تمثال لملك يحمل عصا الراعي هو تمثال صغير لني نتجر من الأسرة الثانية.
كانت المذبة عبارة عن قضيب به ثلاث خيوط من الخرز. يمكن للخيوط بشكل كبير جدًا، باستخدام أنواع مختلفة من الخرز ويمكن تقسيم الأطوال بين الخرزات إلى عدة أجزاء. تظهر المذبة بمفردها في بعض أقدم تمثيلات الاحتفالات الملكية، كما هو موضح في المثال من ملصق الملك دن في الأسرة الأولى، جالسًا تحت مظلة أو في هيكل طقسي، في انتظار تشغيل عيد سد. من المحتمل أنه مشتق من سوط الراعي أو خفاقة الذباب. ومع ذلك، يفضل بعض العلماء اعتبارها بمثابة أداة شبيهة بالملعقة تستخدم حتى يومنا هذا من قبل الرعاة في منطقة البحر الأبيض المتوسط وأماكن أخرى لجمع اللادانوم وهي مادة صمغية تفرز من أوراق نبات القيس. وفقًا للكتاب الكلاسيكيين، فقد تم استخدامه في تحضير البخور والبخور. هذا الاقتراح، الذي اقترحه البروفيسور الراحل ب. نيوبري الذي ساعد في تطهير مقبرة توت عنخ آمون، هو أمر معقول، ولكن، حتى الآن، لا يوجد دليل واضح على أن نبتة قيس قد نمت في مصر خلال العصور المصرية القديمة، ولكن ربما كان من الممكن استخدامها لحصاد اللثة الأخرى.

## نظريات الدلالة
عادةً ما يتم عبور الصدر عند الإمساك به، وربما كانوا يمثلون الحاكم على أنه راعٍ يتم تخفيف نفعه بشكل كبير بالقوة. في تفسير توبي ويلكينسون، كانت المِذبة، التي تُستخدم في حث الماشية، رمزًا لقوة الحاكم القسرية: كراعٍ لقطيعه، كان الحاكم يشجع رعاياه ويقيدهم. لا يزال تفسير آخر، بقلم واليس بودج، هو أن المدبة هي ما تم استخدامه لدرس الحبوب. على الرغم من أن العصا والمذبة تم تصويرهما في أغلب الأحيان كرموز للمعبود أوزوريس، إلا أنهما حملهما الملك الحاكم في بعض المناسبات الاحتفالية إلى جانب التتويج. في كثير من الأحيان، كان عصا الراعي يحتجز من قبل نواب الملك في النوبة وكذلك الوزراء. مشهد مرسوم للإشادة من آسيا في قبر حوي، نائب الملك توت عنخ آمون في النوبة، يصور الملك ممسكًا بكل من العصا والمذبة في يده اليسرى ومفتاح الحياة في يمينه، بينما يحمل نائب الملك عصا الراعي. نادرًا ما يتم عرض المِذبة في أيدي الكهنة أو المسؤولين، وتقتصر هذه الحالات على مشاهد احتفالات اليوبيل الملكي.
لم تختفي عصا الراعي والمذبة تمامًا مع نهاية الفترة المصرية القديمة من التاريخ المصري. على الأقل بصريًا، تم نقل هذه الأشياء إلى العصر الروماني. في الصورة الظلية، تشبه المذبة مضرب الذبابة، وهو عبارة عن عصا بها ثلاثة جلود حيوانات متدلية، ولكن على الرغم من مظهرها المماثل، إلا أنها غير قابلة للتبديل.

## صور

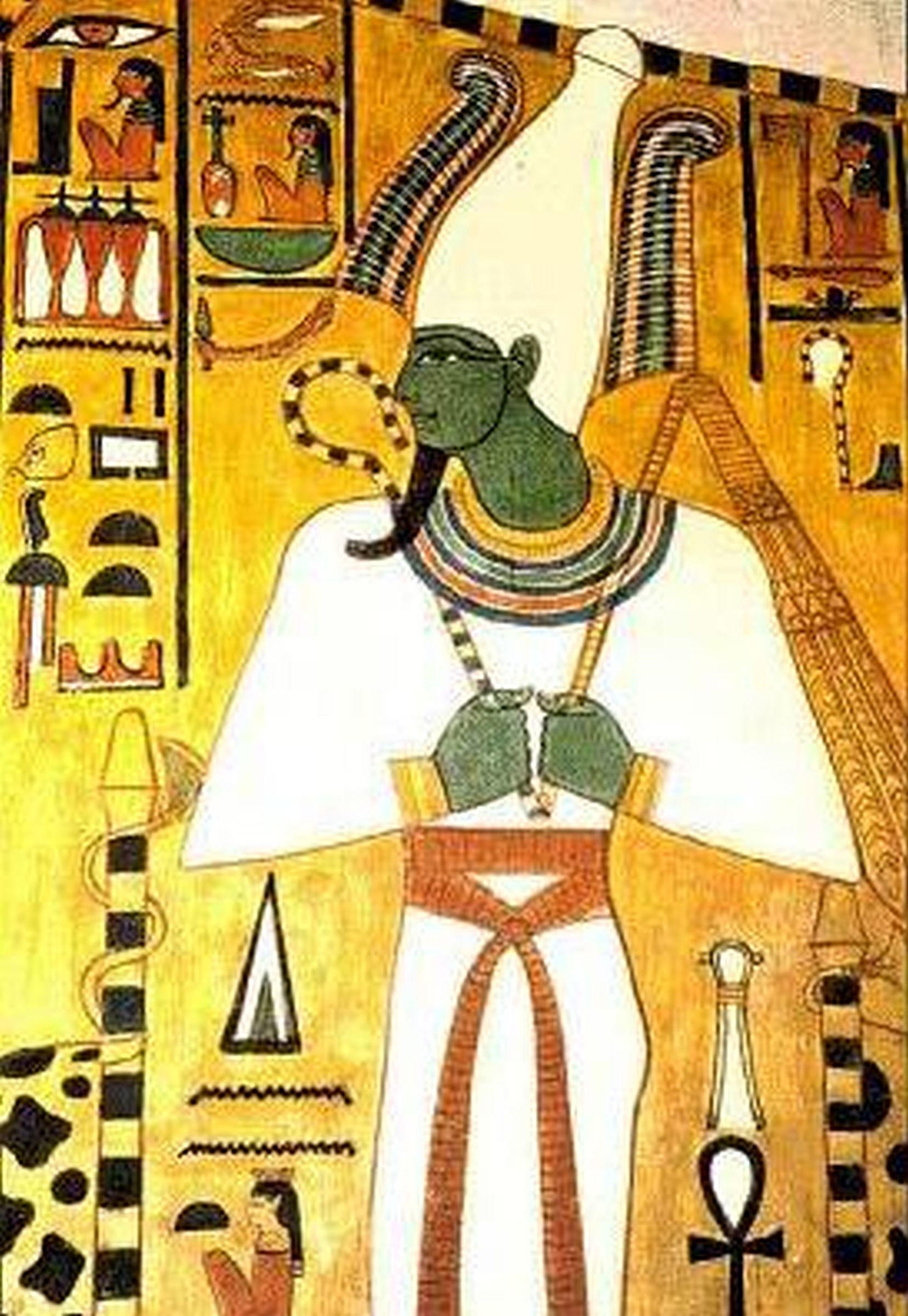
تفاصيل إفريز على جدار المقبرة QV66 نفرتاري (1295-1255 قبل الميلاد)، يصور الإله المصري أوزوريس.
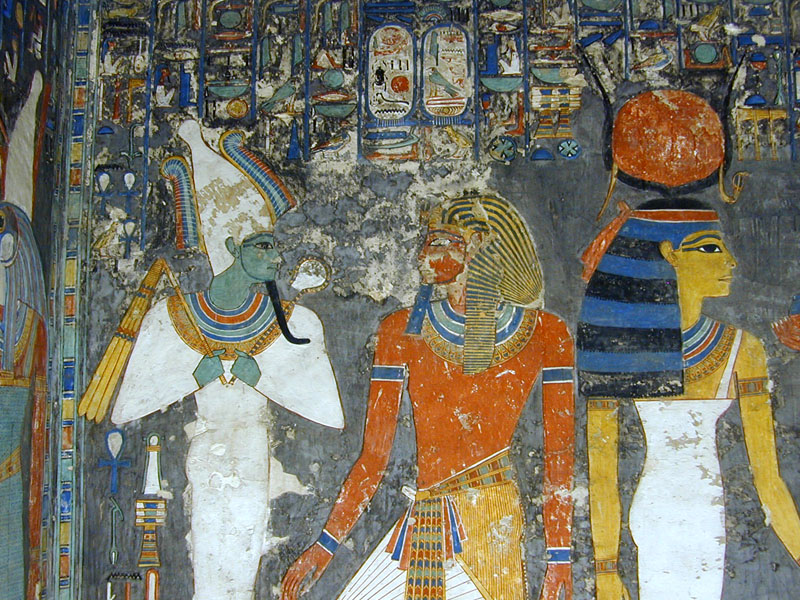
تفاصيل إفريز البئر. حورمحب (في الوسط) بين أوزوريس (على اليسار) يحمل المذبة وعصا الراعي وحتحور (على اليمين)
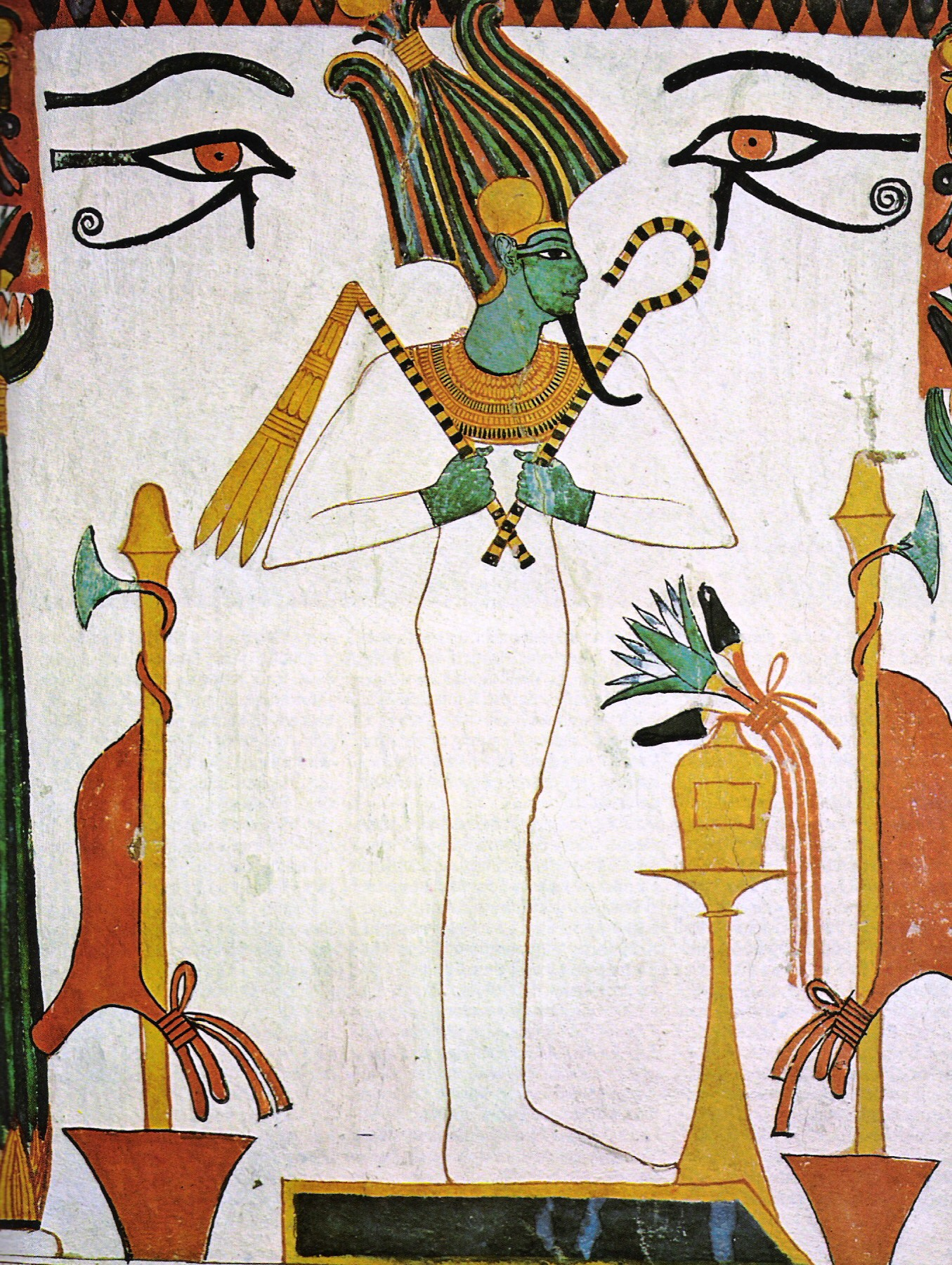
أوزوريس كحاكم للعالم السفلي، تفاصيل من قبر سنجم
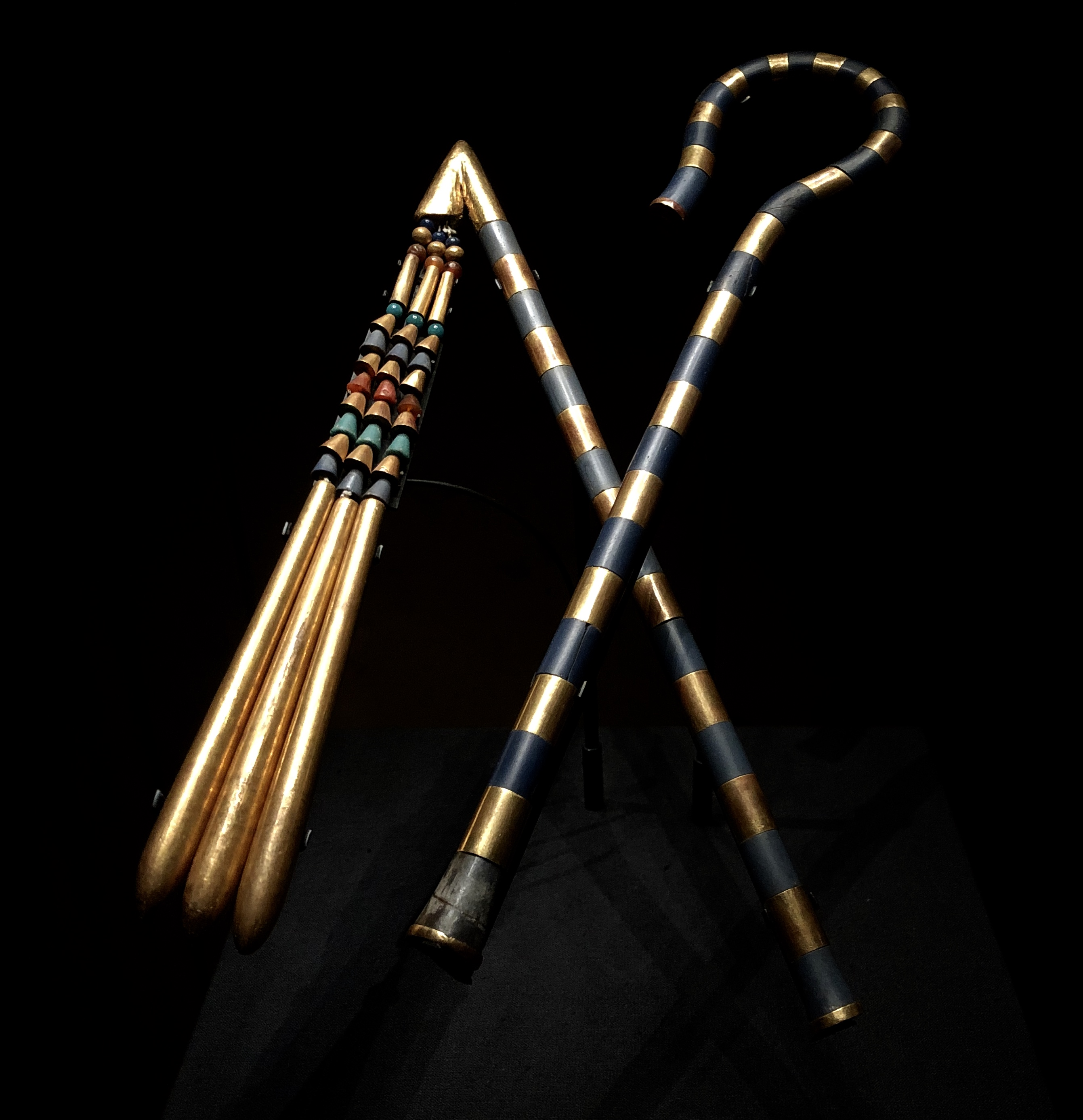
تم العثور على عصا الراعي والمذبة في مقبرة توت عنخ آمون